# Assad Pacha al-Azem
Assad Pacha al-Azem, mort en 1758, membre de l'importante famille Al-Azem qui détint plusieurs charges dans la Syrie ottomane et la province ottomane d’Égypte, fut gouverneur ottoman de la province de Damas (Sham) entre 1742 et 1757. Il commanda de nombreux édifices d'architecture ottomane de la ville dont le palais Azem et le khan Assad Pacha. Il fut exécuté sur ordre du grand vizir Koca Ragıp Pacha (en) plusieurs mois après sa déposition.